# История энтомологии
Энтомология берёт начало из древнейших времён и культур, главным образом в контексте сельского хозяйства (особенно в биологическом контроле и пчеловодстве). Однако научные исследования датируются примерно XVI веком.

## Введение
Список энтомологов огромен, и включает таких крупнейших биологов, как Чарльз Дарвин, писатель Владимир Набоков, Карл Фриш (Нобелевский лауреат 1973 года) и дважды лауреат Пулитцеровской премии (Pulitzer Prize) профессор Эдвард Уилсон (E. O. Wilson).
В прежнее время под насекомыми подразумевали и некоторые другие классы членистоногих, преимущественно паукообразных и многоножек; поэтому изучение и этих классов животных входило в задачу энтомологии. Как часть общей науки зоологии, энтомология заключает в себе все те отдельные дисциплины, которые входят в состав зоологии. Таким образом, энтомология, распадается естественно на анатомию, физиологию, историю развития (эмбрионального и постэмбрионального), биологию, палеоэнтомологию, учение о географическом распространении, классификацию и систематику насекомых. Кроме чисто научной энтомологии, выделяют и прикладную, изучающую способы борьбы с насекомыми, вредящими человеку, а также судебную энтомологию.

## История энтомологии после 1900 года
- 1901 — опубликован классический учебник энтомологии А. Д. Иммса (Augustus Daniel Imms. «General textbook of Entomology»). 10-е ревизованное издание было выпущено в 1977 году.
- 1901 — американский генетик Томас Хант Морган (Thomas Hunt Morgan) начал генетические исследования дрозофил (Drosophila melanogaster) в Колумбийском университете (The Fly Room at Columbia University).
- 1901 — основан журнал Энтомологическое обозрение, печатный орган РЭО РАН
- 1902 — индийский врач и энтомолог шотландского происхождения Рональд Росс (Ronald Ross, 1857—1932) получил Нобелевскую премию за открытие роли малярийного комара как переносчика малярии.
- 1905 — опубликованы первые три части (выпуски 1-3) классического труда по жукам России: «Жуки России и Западной Европы. Руководство к определению жуков Г. Г. Якобсона.» Последний 11-й выпуск опубликован в 1915 году.
- 1908 — основан журнал Annals of the Entomological Society of America (США)
- 1923 — швейцарский мирмеколог Огюст Форель (Auguste-Henri Forel) опубликовал 5-томный труд о муравьях «Социальный мир муравьёв» (Le Monde Social des Forimis).
- 1923 — в Польше образовано Польское энтомологическое общество (1-й его председатель до 1936 года — Сигизмунд Александрович Мокржецкий (Zygmunt Atanazy Mokrzecki; 1865—1936).
- 1925 — американский палеоэнтомолог Фрэнк Карпентер (Frank M. Carpenter, 1902—1994) начал исследовать ископаемую Пермскую энтомофауну (Elmo Permian).
- 1928 — итальянский энтомолог Г. Гранди (Guido Grandi) основал Институт энтомологии при университете Болоньи (l’Istituto di Entomologia dell’Università di Bologna).
- 1932 — основан журнал «Proceedings of the Royal Entomological Society of London. Series B, Taxonomy» (в 1971—1975 — «Journal of Entomology Series B, Taxonomy»), с 1976 — Systematic Entomology (Volume 1).
- 1934 — шведский энтомолог Рене Малез (René Malaise, 1892—1978) изобрёл новый тип ловушек для насекомых: Ловушка Малеза (Malaise trap).
- 1935 — немецкий химик Герхард Шредер (Gerhard Schrader, 1903—1990) открыл сильнейший инсектицид, названный органофосфатом.
- 1935 — банкир Уолтер Ротшильд (Walter Rothschild, 1868—1937) подарил свою крупнейшую коллекцию насекомых (включая крупнейшую в мире коллекцию бабочек) Лондонскому Музею (Natural History Museum).
- 1940 — Владимир Набоков начал организацию коллекции бабочек в Гарварде (Museum of Comparative Zoology at Harvard University).
- 1949 — опубликован фундаментальный справочник по насекомым под редакцией П.Грассе (Pierre-Paul Grassé ed. Traite de Zoologie Tome IX. Insectes. Paris, 1949. 1118 p.)
- 1954 — основан журнал «Insectes Sociaux», посвящённый исследованиям общественных насекомых (муравьёв, пчёл, ос, шмелей, термитов).
- 1955 — начало Всемирной программы борьбы с малярией и выход фундаментальной классификации жуков (Roy Albert Crowson. — «The natural classification of the families of Coleoptera»).
- 1956 — основан журнал «Annual Review of Entomology» (США), самый цитируемый в мире энтомологический журнал.
- 1962 — основан журнал «Australian Journal of Entomology» (Австралия)
- 1966 — опубликован первый международный список редких и исчезающих насекомых (Red Lists of endangered species)
- 1973 — австрийский этолог Карл Фриш стал Нобелевским лауреатом за исследование поведения насекомых и за расшифровку языка кругового танца у пчёл.
- 1984 — начало выхода «Каталога Палеарктических Двукрылых насекомых» (Árpád Soós and Lazlo Papp. — Catalogue of Palaearctic Diptera. 1984—1992).
- 1990 — в США опубликована книга «Муравьи» (Hölldobler B., E. O. Wilson, The Ants), позже удостоенная Пулитцеровской премии (1991)
- 1996 — выход документального французского фильма «Микрокосмос» о насекомых (Microcosmos: Le peuple de l’herbe; Microcosmos: The grass people). Авторы: Claude Nuridsany, Marie Pérennou, продюсер Jacques Perrin. Фильм выиграл 5 премий Сезар (Césars) и специальную премию в Каннах.
- 2002 — выход книги «История насекомых» палеонтологов Александра Расницына и D.L.J. Quicke («History of Insects». Kluwer Academic Publishers)

## История энтомологии в России
Хронология важнейших событий в истории российской энтомологии.

### XVIII век
- 1781 — Паллас, Петер Симон опубликовал 1-й выпуск «Icones Insectorum praesertim Rossiae Sibiriaeque peculiarium» (Эрланген)

### XIX век
- 1802 — Двигубский, Иван Алексеевич защитил в Московском университете и опубликовал диссертацию «Primitiae Faunae Mosquiensis, seu enumeratio animalium, quae sponte circa Mosquam vivunt» с приложением списка известных к тому времени насекомых Московской губернии
- 1815 — Эшшольц, Иоганн Фридрих фон принял участие в кругосветном плавании на бриге «Рюрик» (1815—1818). В этом и следующем (1823) плавании он собрал богатые коллекции, послужившие основой для ряда выдающихся трудов по систематике и анатомии насекомых и других животных
- 1820 — Фишер фон Вальдгейм, Григорий Иванович опубликовал 1-й том «Entomographia imperii rossici; Genera Insectorum systematice exposita et analysi iconographica instructa» (Москва)
- 1823 — Эверсман, Эдуард Александрович начал свою научную деятельность (с 1828 г. — ординарный профессор зоологии и ботаники в Казанском университете). В 1832—1859 гг. опубликовал ряд важнейших работ по энтомофауне России.
- 1850 — Мочульский, Виктор Иванович опубликовал книгу «О вредных и полезных насекомых» (кн. I, Санкт-Петербург)
- 1853 — Моравиц, Фердинанд Фердинандович начал свою научную деятельность. Напечатал ряд работ по энтомологии, особенно по перепончатокрылым жалоносным (Hymenoptera aculeata)
- 1856 — Мочульский, Виктор Иванович опубликовал «Die Kaefer Russlands. I. Insecta Carabica» (Москва)
- 1859 — основано Русское энтомологическое общество
- 1861 — опубликован 1-й том Horae Societatis Entomologicae Rossicae, variis sermonibus in Rossia usitatis editae (Труды Русского энтомологического общества в С. Петербурге) электронная версия
- 1868 — начало трёхлетней Туркестанской экспедиции А. П. Федченко, собравшего в числе прочего большую коллекцию насекомых (б.ч. хранится в Зоологическом музее Московского университета)
- 1878 — в Харькове создана первая в Российской империи энтомологическая комиссия при земской управе
- 1887 — в России была введена должность областного энтомолога (решение принято комиссией земств, образованной на VII областном энтомологическом съезде в Одессе), которую занял П. А. Забаринский
- 1893 — должность первого в России губернского энтомолога занял по решению Таврического губ. земства занял Сигизмунд Александрович Мокржецкий (Zygmunt Atanazy Mokrzecki; 2 мая 1865 года — 3 марта 1936 года)[1]
- 1894 — в России организовано Бюро по энтомологии при Департаменте земледелия

### XX век
- 1901 — основан журнал «Русское Энтомологическое обозрение», печатный орган РЭО РАН
- 1904 — в Киеве организована первая в Российской империи энтомологическая станция
- 1905 — опубликованы первые три части (выпуски 1-3) классического труда по жукам России: «Жуки России и Западной Европы». Руководство к определению жуков Г. Г. Якобсона." Последний 11-й выпуск опубликован в 1915 году.
- 1910 — организован первый в стране энтомологический отдел при сельскохозяйственной опытной станции (в Полтаве)
- 1911 — опубликован 1-й том серии «Фауна России и сопредельных стран преимущественно по коллекциям Зоологического музея Имперской Академии Наук» (в 1929—1990 гг. — «Фауна СССР…»); большинство томов посвящено насекомым
- 1912 — созван первый Всероссийский съезд деятелей по прикладной энтомологии (в Киеве) (с 1920 г. — всероссийские энтомо-фитопатологические съезды; в 1932 г. — VII Всесоюзный съезд по защите растений, Ленинград)
- 1912 — опубликован 1-й выпуск журнала «Энтомологический вестник» (в 1914—1917 гг. — «Вестник русской прикладной энтомологии»)
- 1915 — основано Российское общество деятелей по прикладной энтомологии (распущено в 1923 г.)
- 1917 — опубликован 1-й (и единственный) выпуск «Журнала прикладной энтомологии»
- 1920 — в России организована первая кафедра энтомологии (в Московском сельскохозяйственном институте, ныне Московская сельскохозяйственная академия имени К. А. Тимирязева)
- 1924 — опубликован 1-й номер журнала «Защита растений от вредителей» (1924—1931)
- 1927 — опубликован 1-й том серии «Определители по фауне СССР, издаваемые Зоологическим музеем Академии Наук СССР» (с 1993 г. — «Определители по фауне России…»); большинство томов посвящено насекомым
- 1929 — в СССР был создан Всесоюзный научно-исследовательский институт защиты растений — ВИЗР (в Ленинграде) с региональной сетью из примерно 450 опорных пунктов, впоследствии переданных в службу учёта и прогноза вредителей при Министерстве сельского хозяйства СССР
- 1930 — опубликован 1-й том издания «Труды по защите растений. Серия энтомология» (19-й том вышел в 1936 г.)
- 1934 — учреждена Государственная служба карантина растений; при земельных органах были введены штатные должности агрономов по защите растений. В сельскохозяйственных и других вузах были созданы кафедры энтомологии или защиты растений
- 1939 — основан журнал Вестник защиты растений (Ленинград)
- 1956 — в Москве опубликован 1-й номер журнала «Защита и карантин растений» (до 1966 г. — «Защита растений от вредителей и болезней», до 1996 г. — «Защита растений»)
- 1962 — опубликован очередной том фундаментального справочника «Основы палеонтологии. Членистоногие — трахейные и хелицеровые»
- 1964 — опубликован 1-й том издания «Определитель насекомых Европейской части СССР»
- 1986 — опубликован 1-й том издания «Определитель насекомых Дальнего Востока СССР»
- 1992 — основан журнал Russian Entomological Journal («Русский энтомологический журнал», Москва)[2]
- 1994 — основан журнал Far East Entomologist («Дальневосточный энтомолог», Владивосток)[3]

### XXI век
- 2002 — основан Евразиатский энтомологический журнал (Новосибирск — Москва)[4]
- 2005 — основан журнал Эверсманния (Eversmannia, Тула)[5]
- 2005 — вышел из печати первый номер журнала Кавказский энтомологический бюллетень
- 2010 — вышел из печати первый том журнала Прикладная Энтомология
- 2012 — опубликован 1-й том издания «Аннотированный каталог насекомых Дальнего Востока России» (Т. 1. Перепончатокрылые)

## История
В ассирийских клинописных табличках и египетских папирусах 3-го тыс. до н. э. упоминаются опустошительные налёты саранчи: в древнекитайских рукописях этого же периода имеются указания о разведении тутового шелкопряда и борьбе с насекомыми — вредителями огородов. Труды древнегреческого философа Аристотеля (4 в. до н. э.), выделившего среди «животных без крови» группу «энтома», содержат сводку данных о насекомых. Однако лишь в 17 в. возникла наука энтомология как наука. Основы её заложили труды голландского учёного Я. Сваммердама по анатомии и развитию пчелы (1669), итальянских учёных М. Мальпиги по анатомии и развитию шелкопряда (1686) и Ф. Буонанни по строению ротовых аппаратов насекомых, нем. учёного И. Гедарта по типам метаморфоза. В 17 в. были сделаны первые попытки создать систему насекомых (английский учёный Дж. Рей).
Изучение анатомии насекомых до середины XIX в. ограничивалось преимущественно описанием частей хитинового скелета и наружного вида различных систем органов насекомых; позже основным стало изучение гистологического строения различных частей тела насекомых.
Морфология придатков тела насекомых занимала весьма многих исследователей. Для выяснения истинного значения придатков необходимы эмбриологические исследования, которые и показывают, что некоторые придатки являются видоизменёнными конечностями, свойственными вообще всем членистоногим, тогда как другие представляют собой просто выросты хитинового скелета, часто образуются уже постэмбрионально и поэтому не имеют такого важного морфологического значения. В частности, весьма важен вопрос о значении ротовых конечностей насекомых, тесно связанный с вопросом о числе сегментов, входящих в состав головы насекомых. Кроме ротовых конечностей интересен также вопрос о значении различных брюшных придатков. Под влиянием работ А. О. Ковалевского началось исследование выделительных и фагоцитарных органов насекомых и других беспозвоночных животных. Благодаря применению метода инъекций разных красящих веществ и кормления ими насекомых, удалось выяснить значение (выделительное или фагоцитарное) различных групп клеток в теле насекомых, которые в прежнее время относились к так называемому жировому телу. Одной из главных задач исследования морфологии насекомых можно считать отыскание таких черт организации и признаков в строении различных органов насекомых, которые указывали бы на филогению этого класса и родственные отношения с другими классами членистоногих. Как на общий результат всех исследований этого рода, можно указать на признание родства насекомых с многоножками (Myriapoda), а не с паукообразными (Arachnoidea), с которыми их соединяли в прежнее время в одну группу Tracheata.
Географическое распространением насекомых послужило предметом бесчисленного количества работ. Биологические явления в жизни насекомых, то есть отношения их к окружающей среде, зависимость от климатических, температурных и других условий, отношения их друг в другу и так далее, отличаются чрезвычайной сложностью и большинство относящихся сюда вопросов являются ещё мало разработанными. Со времени развития эволюционной теории и учения Дарвина связь окраски и внешнего вида насекомых с окружающей средой стала служить предметом усиленного изучения энтомологов.
В первый период развития дарвинизма исследователи старались найти и выяснить такие признаки у насекомых, которые должны быть им полезны в борьбе за существование и появление которых объяснялось естественным подбором. Сюда относятся многочисленные случаи охранительной окраски и, в частности, мимикрии или миметизма. Сезонный диморфизм насекомых не находил себе достаточного объяснения с точки зрения теории естественного подбора и за последнее время стал предметом экспериментального исследования в связи вообще с вопросом о влиянии температуры и других условий на окраску насекомых. В самые последние годы по этому вопросу образовалась довольно обширная литература (Вейсман, Штандфусс, Фишер, Меррифильд и друг.) и получаются весьма интересные с теоретической точки зрения результаты: искусственным путём были получены видоизменения в окраске насекомых, встречающиеся в природе в виде случайных отклонений или в виде разновидностей и аберраций в определённых местностях. Вместе с тем явилась возможность на основании изменений в окраске делать некоторые заключения о вероятном происхождении (филогенетическом) окраски отдельных видов и о родственных отношениях между близкими видами (опыты производились с бабочками).
Энтомологи давно уже обратили внимание на способность насекомых очень быстро размножаться; у многих насекомых эта способность обусловливается в значительной степени партеногенезисом, то есть размножением без оплодотворения. Партеногенез особенно распространён именно в классе насекомых, и, поэтому когда в середине XIX в. стал впервые разрабатываться этот вопрос (Siebold, Leuckart и др.), то естественно наибольшее число исследований в этом направлении относилось именно к насекомым. Весьма важно было установление того факта, что у некоторых насекомых правильно чередуются партеногенетические и обоеполые поколения. По мнению некоторых учёных, у некоторых насекомых наблюдается постоянный партеногенез, то есть полное отсутствия самцов. В 1862 году было открыто Н. П. Вагнером особое видоизменение партеногенеза — педогенез или размножение личинок. Появились указания на возможность существования у некоторых насекомых размножения яиц, то есть образования многих зародышей из 1 яйца (Р. Marchal).